# خديجة عبد الله باجابر
خديجة عبد الله باجابر هي شاعرة وروائية كينية من أصل حضرمي، كانت أول الحاصلين على جائزة أفريقيا من دار غرايوولف، وهي جائزة تُمنح لعمل روائي أول غير منشور لكاتب أفريقي يعيش في أفريقيا.
ولدت خديجة باجابر في ممباسا، وحصلت على شهادة في الصحافة، وهي تعيش في مسقط رأسها ممباسا، وتكتب عن تاريخ الشتات الحضرمي، وقد نُشرت أعمالها في مجلة «إنكاره» الأدبية الكينية ودار برينستورم كينيا، وهي المحرر الشعري المساعد لإصدار شرق أفريقيا من مجلة بانوراما ترافيل.